# استفانی دآبروزو
استفانی دآبروزو (انگلیسی: Stephanie D'Abruzzo؛ زادهٔ ۷ دسامبر ۱۹۷۱) خواننده، بازیگر، بازیگر تئاتر، صداپیشه، و عروسک‌گردان اهل ایالات متحده آمریکا است. وی از سال ۱۹۹۲ میلادی تاکنون مشغول فعالیت بوده‌است.
از فیلم‌ها یا برنامه‌های تلویزیونی که وی در آن نقش داشته‌است می‌توان به کیمی اسکمید شکستناپذیر اشاره کرد.